# Мікоян Анастас Іванович
Анаста́с Іва́нович Мікоя́н (рос. Анаста́с Ива́нович Микоя́н, вірм. Անաստաս Միկոյան; 13 (25) листопада 1895, село Санаїн, Тифліської губернії (нині марз Лорі, Вірменія) — 21 жовтня 1978, Москва) — радянський державний та політичний діяч. Кандидат у члени ЦК РКП(б) у 1922—1923 роках. Член ЦК КПРС у 1923—1976 роках. Кандидат у члени Політбюро ЦК ВКП(б) з 23 липня 1926 по 1 лютого 1935 року. Член Політбюро ЦК КПРС з 1 лютого 1935 по 29 березня 1966 року. Герой Соціалістичної Праці. Депутат Верховної Ради СРСР 1—8-го скликань. Депутат Верховної Ради УРСР 2—4-го скликань.
Мікоян був активним діячем майже при всіх радянських режимах — при Леніні, Сталіні, Хрущові та Брежнєві. Займав високі посади — від голови Наркомпостачу в тридцяті роки, до Голови Президії Верховної ради СРСР у 1964—1965 роках. При Брежнєві його перевели на менш помітні посади. Старший брат радянського авіаконструктора Артема Мікояна.

## Життєпис
Народився в родині теслі. Після закінчення початкової школи поступив в вірменську духовну семінарію в Тифлісі, де здобув освіту. Ще семінаристом Мікоян став членом соціал-демократичного гуртка.
У листопаді 1915 року вступив до РСДРП(б).
Закінчивши Тифліську вірменську духовну семінарію в 1916 році, був прийнятий в Ечміадзінську духовну академію, яку покинув у 1917 році, закінчивши перший курс.

### Перші успіхи в лавах більшовиків
Під час Лютневої революції 1917 року став організатором Ради солдатських депутатів в Ечміадзині, пропагував більшовицькі гасла в Тифлісі, Баку, був членом Тифліського комітету партії. З листопада 1917 року працював редактором газет «Социал-демократ» та «Известий Бакинского Совета».
Після Жовтневого перевороту вів партійну роботу в Баку, командував Бойовою дружиною, був комісаром бригади та військовим комісаром ділянки Кавказького фронту в районі Баку. Коли в 1918 році до Баку ввійшли англійські війська, Мікоян знаходився там на підпільній роботі. Заарештований 31 липня 1918 року в числі 35 бакинських працівників, він не був розстріляний разом з 26 бакинськими комісарами, оскільки його імені не опинилося в списку на тюремне постачання у Ашгабадській в'язниці, яким керувалися інтервенти.
Восени 1919 року Мікоян їздив до Москви з доповіддю про стан справ на Кавказі і познайомився з Володимиром Леніном, Сергієм Кіровим, Михайлом Фрунзе, Йосипом Сталіним та іншими, був обраний у ВЦВК. Коли навесні 1920 року в Баку була проголошена Радянська влада, Мікоян з травня по жовтень 1920 року працював головою Ради профспілок Азербайджану.
У листопаді 1920 року Мікояна викликали до Москви і направили до Нижнього Новгорода, де він до лютого 1921 року завідував агітаційно-пропагандистським відділом, а з 23 лютого 1921 до 29 квітня 1922 року працював відповідальним секретарем Нижньогородського губернського комітету РКП(б).
За рекомендацією Сталіна Мікоян у травні 1922 року був призначений відповідальним секретарем Південно-Східного бюро ЦК РКП(б), з березня 1923 по серпень 1924 року — 1-й секретар Південно-Східного крайового комітету РКП(б), з серпня 1924 по вересень 1926 року — 1-й секретар Північно-Кавказького крайового комітету РКП(б) у місті Ростові-на-Дону, член Військової ради Північно-Кавказького військового округу. Уміло працюючи з людьми різних національностей, Мікоян прагнув не викликати протидії людей непотрібними руйнуваннями церков і мечетей, прагнув дотримувати декларовані новою владою права. Зближується із Сталіном, Мікоян завжди його підтримував і в 1926 був вибраний кандидатом в члени Політбюро.

### На високих державних посадах

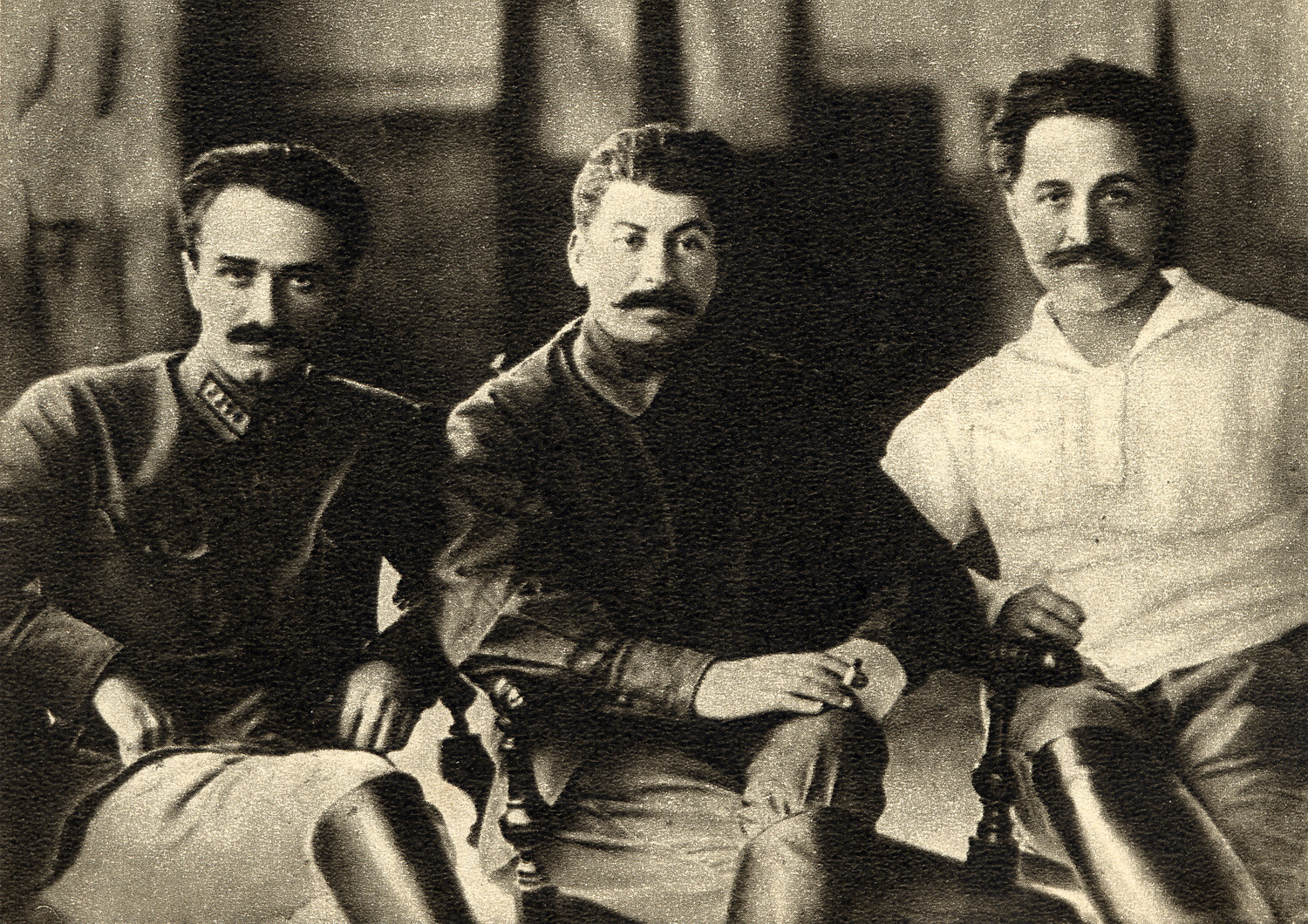
Анастас Мікоян, Йосип Сталін та Григорій Орджонікідзе

З 14 серпня 1926 до 22 листопада 1930 працював народним комісаром зовнішньої і внутрішньої торгівлі СРСР. Будучи супротивником ліквідації НЕПу, Мікоян проте не виступив разом з М. І. Бухаріним, О. І. Риковим й іншими учасниками «правого ухилу».
22 листопада 1930 по 29 липня 1934 працював народним комісаром постачання СРСР, і, зокрема, займався продажем за кордон частини колекцій Ермітажу (картини Рубенса, Рафаеля, Рембрандта та інших, меблі, ювелірні вироби та ін.) для оплати імпортованого устаткування. Саме на цій посаді Мікоян став ініціатором Рибного дня, викликаного спадом виробництва м'яса.
З 29 липня 1934 року по 19 січня 1938 працював народним комісаром харчової промисловості СРСР. Перебуваючи на цій посаді, він в 1936 році відвідав США, де познайомився з багатьма новітніми харчовими технологіями та закупив харчове устаткування для харчової промисловості СРСР. На посаді комісара харчової промисловості йому вдалося порівняно швидко налагодити виробництво консервів, ковбас, хліба, морозива та інших продуктів харчування, хоча через пріоритет, відданий важкій промисловості, купівельна спроможність населення була низька. 1 лютого 1935 року Мікоян став членом Політбюро ЦК ВКП(б).
З 22 липня 1937 по 15 березня 1953 працював заступником голови Ради народних комісарів (Ради міністрів) СРСР. Одночасно, з 29 листопада 1938 року по 4 березня 1949 року був народним комісаром (міністром) зовнішньої торгівлі СРСР. Хоча Мікоян не прагнув робити кар'єру активною участю в терорі, він винен в мовчазній підтримці репресій, у «викорчовуванні ворогів вірменського народу», вихвалянні наркома Миколи Єжова, санкціонуванні численних арештів керівних працівників своєї галузі. З 10 вересня 1939 по 21 березня 1941 року — голова Економічної ради при РНК СРСР.
Під час Німецько-радянської війни очолив Комітет продовольчо-речового постачання армії — діяльність, за яку в 1943 році він був нагороджений званням Героя Соціалістичної Праці, увійшов до Ради з евакуації і багато зробив для переїзду в східні і південні райони країни робочих і службовців разом з їх підприємствами. 3 лютого 1942 року Мікоян був введений до складу Державного Комітету Оборони (ДКО), входив в Комітет при РНК СРСР з відновлення господарства звільнених районів. Як член ДКО і Політбюро Мікоян відповідальний за депортацію народів Північного Кавказу, Криму та ін.
З 1951 Йосип Сталін віддалив від себе Мікояна і В'ячеслава Молотова, ймовірно, зважившись на чергове чищення, але смерть Сталіна в 1953 році зберегла Мікояна у вищих ланках радянського і партійного керівництва. З 15 березня по 24 серпня 1953 року працював міністром зовнішньої і внутрішньої торгівлі СРСР, а з 24 серпня 1953 по 22 січня 1955 року — міністром торгівлі СРСР. З 27 квітня 1954 до 28 лютого 1955 року — заступник голови Ради міністрів СРСР, з 28 лютого 1955 до 15 липня 1964 року — 1-й заступник голови Ради міністрів СРСР.
Утримавшись від боротьби за владу, Мікоян приєднався до Микити Хрущова тільки після арешту Лаврентія Берії. Активно підтримуючи курс на реабілітацію «ворогів народу» і засудження «культу особи Сталіна», Мікоян проте закликав дотримуватися обережності і помірність в критиці. У 1956 році Мікоян разом з Михайлом Сусловим і Георгієм Жуковим ухвалив рішення про придушення повстання в Угорщині, направленого проти сталінської моделі соціалізму. Один із організаторів розстрілу робітників у Новочеркаську (1962).
Мікоян зробив численні поїздки в багато країн світу. У 1962 році виїхав на Кубу під час Карибської кризи, коли світ стояв на межі світової війни через розміщені на Кубі радянські ракети. Мікоян зумів добитися згоди Фіделя Кастро на демонтаж і вивіз ракет в обмін на обіцянку Кеннеді не нападати на Кубу. Мікоян, що діяв як посередник між Хрущевим, Кеннеді і Кастро, багато в чому сприяв ліквідації кризи.
15 липня 1964 року Мікоян став Головою Президії Верховної Ради СРСР і, хоч і не брав участь в змові проти Микити Хрущева, проте схвалив рішення жовтневого Пленуму про його зміщення, вважаючи, що «зроблена хороша справа». У листопаді 1965 подав заяву про відставку за віком і був відправлений на пенсію 9 грудня 1965 року з нагородженням в урочистій обстановці.
Написав мемуари: «Думки і спогади про Леніна», «Дорогою боротьби», «На початку двадцятих…». Багато матеріалів, що зберігалися у Мікояна, і його спогади, що надиктовані на плівку, були вилучені «для вивчення» після його смерті.
Помер 21 жовтня 1978 року. Похований на Новодівичому цвинтарі Москви.
У його рідному селі Санаін побудований великий музей на його честь.

## Сім'я

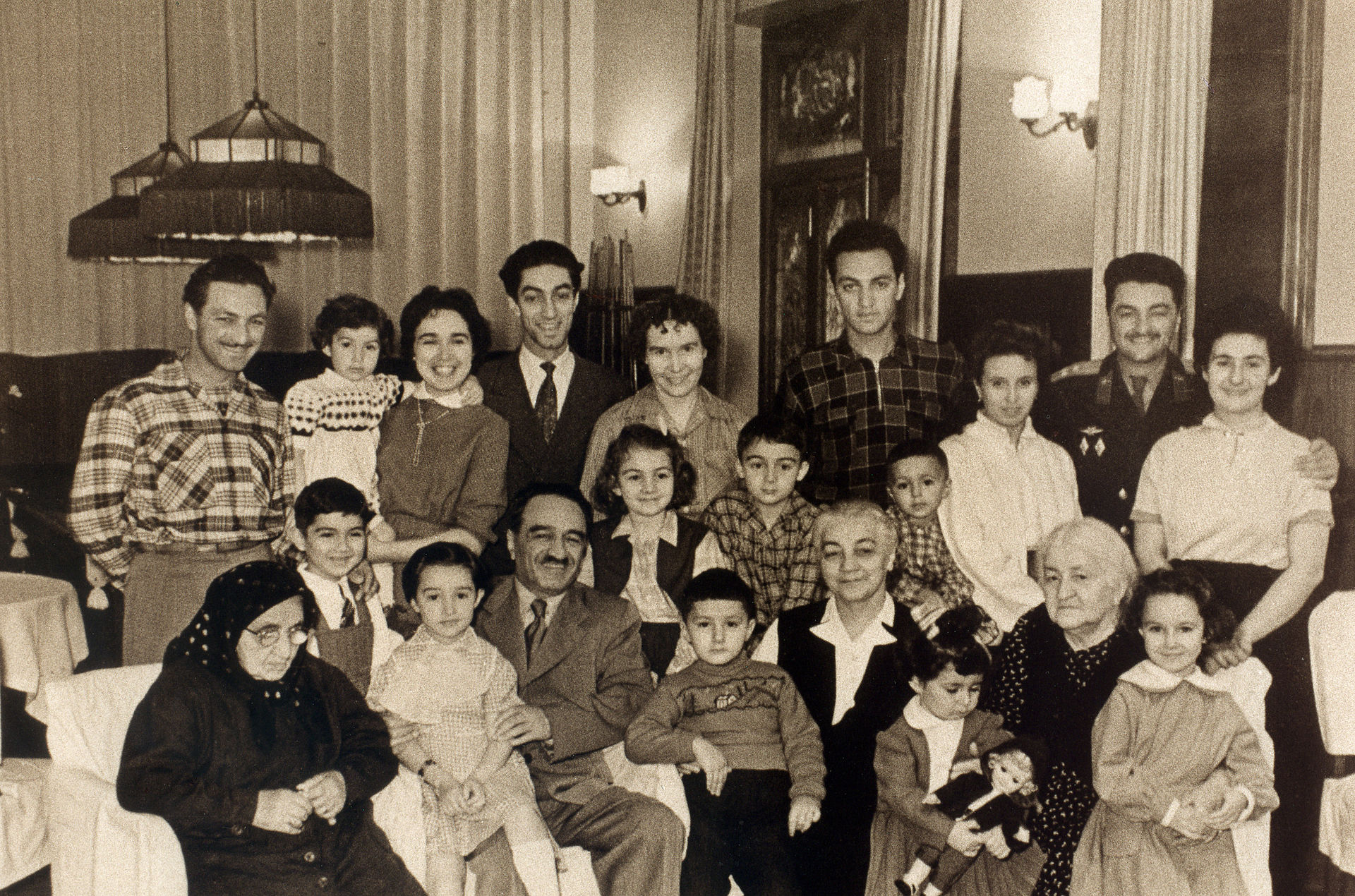
Сім'я Анастаса Мікояна в 1960-х роках

Батько А. І. Мікояна помер в 1918 році, після чого мати довгі роки жила разом з сином.
- Брат Артем Іванович Мікоян (1905—1970) — авіаконструктор
- Дружина Ашхен Лазарівна Туманян[7] (1896—1962)
- Сини:
  - Степан Анастасович Мікоян (1922—2017) — льотчик-випробувач
    - Онук Олександр Степанович Мікоян (нар. 1952 Москва) — радянський і російський рок-музикант і автогонщик

  - Володимир Анастасович Мікоян (1924—1942) — військовий льотчик, загинув в бою під Сталінградом
  - Олексій Анастасович Мікоян (1925—1986) — генерал-лейтенант авіації, заслужений військовий льотчик СРСР
    - Онук: Стас Намін (справжнє ім'я Анастас Олексійович Мікоян) — музикант, композитор і продюсер

  - Вано (Іван) Анастасович Мікоян (1927—2016) — радянський та російський авіаконструктор
    - Внучка: Ольга Іванівна Мікоян — працівник ЦВК «Експоцентр»

  - Серго Анастасович Мікоян (1929—2010) — історик і публіцист, доктор історичних наук

## Мікоян у фольклорі
|  | Від Ілліча до Ілліча — без інфаркту і параліча. |

 — про унікальний феномен А. І. Мікояна як політичного довгожителя в КПРС і СРСР, від «Ілліча» Леніна до «Ілліча» Брежнєва.

## Нагороди
- Герой Соціалістичної Праці (30.09.1943)
- шість орденів Леніна (17.01.1936, 30.09.1943, 24.11.1945, 24.11.1955, 24.11.1965, 25.11.1975)
- орден Жовтневої Революції (2.12.1970)
- орден Червоного Прапора (20.02.1928)
- медалі

## Пам'ять
Ім'я Анастаса Мікояна було присвоєно:
- Московському м'ясокомбінату (потім — фірма «Мікомс», фірма «Мікоян», Мікояновський м'ясокомбінат)
- Всесоюзному інституту тютюну і махорки (Вітімо)
- ВНДІ холодильної промисловості
- Київському технологічному інституту харчової промисловості
- Куйбишевському інженерно-будівельному інституту
- Державному театру юного глядача (Єреван)
- місто Мікоян-Шахар — нині Карачаєвськ (1926—1944)
- селище Мікоян — нині Єхегнадзор (Вірменія)
- селище Мікоянабад — нині Кабадійон (Таджикистан)
- селище Імені Мікояна — нині місто Кара-Балта (Киргизія)
- село імені Мікояна — нині село імені Мічуріна (Татарстан)
- селище Мікояновськ — нині Октябрський (Камчатський край)
- селище Мікояновськ — нині Хінганськ (Єврейська АО)
- село (селище) Мікояновка — тепер селище Октябрський (Білгородська область)
- хутір Мікоян — нині Таловий (Ростовська область)
- Мікояновський район — нині Октябрський (Ханти-Мансійський автономний округ-Югра)
- група Талицьких заводів — з 1 квітня 1939 по 1 червня 1941 року
- судно-лісовоз (1928) і криголам «Анастас Мікоян» (1938)
- зупинний пункт на вулиці Нансена в Пролетарському районі міста Ростова-на-Дону

## Виноски
1. 1 2 3 4  Bibliothèque nationale de France BNF: платформа відкритих даних — 2011.
2. 1 2 3  Deutsche Nationalbibliothek Record #118865986 // Gemeinsame Normdatei — 2012—2016.
3. 1 2 3 4 5 6 7 8 9  Հայկական սովետական հանրագիտարան — Երևան: 1981. — Т. 7. — С. 542.
4. ↑  Микоян Анастас Иванович // Большая советская энциклопедия: [в 30 т.] / под ред. А. М. Прохорова — 3-е изд. — Москва: Советская энциклопедия, 1969.
5. ↑  Микоян А. И. Так было. — М.: Вагриус, 1999, — 612 с.: 48 полос ч/б ил. ISBN 5-264-00032-8
6. ↑  Козлов В. А. Неизвестный СССР. Противостояние народа и власти 1953—1985 гг.— М.: ОЛМА-ПРЕСС, 2006.— С. 370—372.
7. ↑  «Девичья фамилия её была Туманян. Впрочем, она и оставалась по закону Туманян, ибо они с отцом никогда так и не зарегистрировали свой брак», — свидетельствовал их сын Серго Микоян.  [Архівовано 28 вересня 2013 у Wayback Machine.]
8. ↑  Інтерв'ю онука Мікояна — Стаса Наміна. «Известия», 1.12.2005(рос.)
9. ↑  Ю. Б. Борев. «Власти-мордасти» [Архівовано 9 березня 2012 у Wayback Machine.](рос.)